# Moorefield (Nebraska)
Moorefield é uma vila localizada no estado americano de Nebraska, no Condado de Frontier.

## Demografia
Segundo o censo americano de 2000, a sua população era de 52 habitantes.
Em 2006, foi estimada uma população de 46, um decréscimo de 6 (-11.5%).

## Geografia
De acordo com o United States Census Bureau, a localidade tem uma área de 0,4 km², sem área coberta por água. Moorefield localiza-se a aproximadamente 863 m acima do nível do mar.

## Localidades na vizinhança
O diagrama seguinte representa as localidades num raio de 32 km ao redor de Moorefield.